# 의정부시청역
의정부시청역(議政府市廳驛, Uijeongbu City Hall station)은 경기도 의정부시 의정부동에 있는 의정부 경전철의 전철역이다. 시청역은 노선내 안내 명칭으로, 서울 지하철 1호선과 서울 지하철 2호선의 환승역인 시청역 (서울)과 구별을 위하여 공식적으로는 의정부시청역이라는 이름을 사용한다. 역번호는 U114이다.

## 역사
- 2012년 7월 1일 : 의정부 경전철 발곡 ~ 탑석 구간 개통

## 역 구조
2면 2선의 상대식 승강장이 있는 지상역이며, 스크린도어가 설치되어 있다.

#### 승강장
| 경전철의정부↑ |
| \| 상         |
| ↓흥선         |

| 상행 | ● 의정부 경전철 | 경전철의정부 · 범골 · 회룡 · 발곡 방면                     |
| 하행 | ● 의정부 경전철 | 흥선 · 동오 · 경기도청 북부청사 · 차량기지 임시승강장 방면 |

## 역 주변
- 평화의 광장
- 근로복지공단
- 한국장애인고용공단 경기북부지사
- 청소년 문화의 집
- 의정부서초등학교
- 다온중학교
- 의정부소방서
- 의정부시청
- 의정부세무서
- 직동근린공원
- 석천스포츠센터
- 의정부시의회
- 의정부정보도서관
- 의정부시 청소년수련관
- 의정부예술의전당

## 인접한 역
| 의정부 경전철               | 의정부 경전철   | 의정부 경전철                      |
| --------------------------- | --------------- | ---------------------------------- |
| U113 경전철의정부 발곡 방면 | ● 의정부 경전철 | U115 흥선 차량기지 임시승강장 방면 |